# Casa d'Agronômica
A Casa d'Agronômica, anteriormente conhecida como Palácio Estadual d'Agronômica, é a residência oficial do governador do Estado de Santa Catarina, localizada em Florianópolis.
É uma construção em estilo colonial misto da década de 1950; possui um jardim que abriga espécimes de figueiras, pau-brasil, pinus, eucaliptos e coqueiros, numa área de 50 mil metros revestida de gramado e cercada por muros de pedra bruta, fincado entre as avenidas Rui Barbosa e Beira-mar Norte.
A casa foi construída pelo Departamento de Obras do Estado (hoje Departamento de Edificações e Obras Hidráulicas - DEOH) e teve início em 1952, terminando em 1954, e sendo inaugurada no início de 1955 pelo governador Irineu Bornhausen.
No Palácio da Agronômica já residiram as famílias dos seguintes governadores de Santa Catarina:
- Irineu Bornhausen
- Jorge Lacerda
- Heriberto Hülse
- Celso Ramos
- Ivo Silveira
- Colombo Machado Salles
- Antônio Carlos Konder Reis
- Jorge Bornhausen
- Henrique Córdova
- Esperidião Amin
- Pedro Ivo Campos
- Casildo Maldaner
- Vilson Kleinübing
- Paulo Afonso Vieira
- Esperidião Amin
- Luiz Henrique da Silveira
- Leonel Pavan
- João Raimundo Colombo
- Eduardo Pinho Moreira
- Carlos Moisés da Silva
- Jorginho Mello